# هارپرسویل (آلاباما)
هارپرسویل (به انگلیسی: Harpersville) شهری در شهرستان شلبی ایالت آلاباما است که مساحت آن ۵۴٫۵۶ کیلومتر مربع است و در سرشماری سال ۲۰۱۰ میلادی، ۱٬۶۳۷ نفر جمعیت داشته و تراکم جمعیتی آن، ۳۰ نفر در هر کیلومتر مربع بوده است.

## نگارخانه

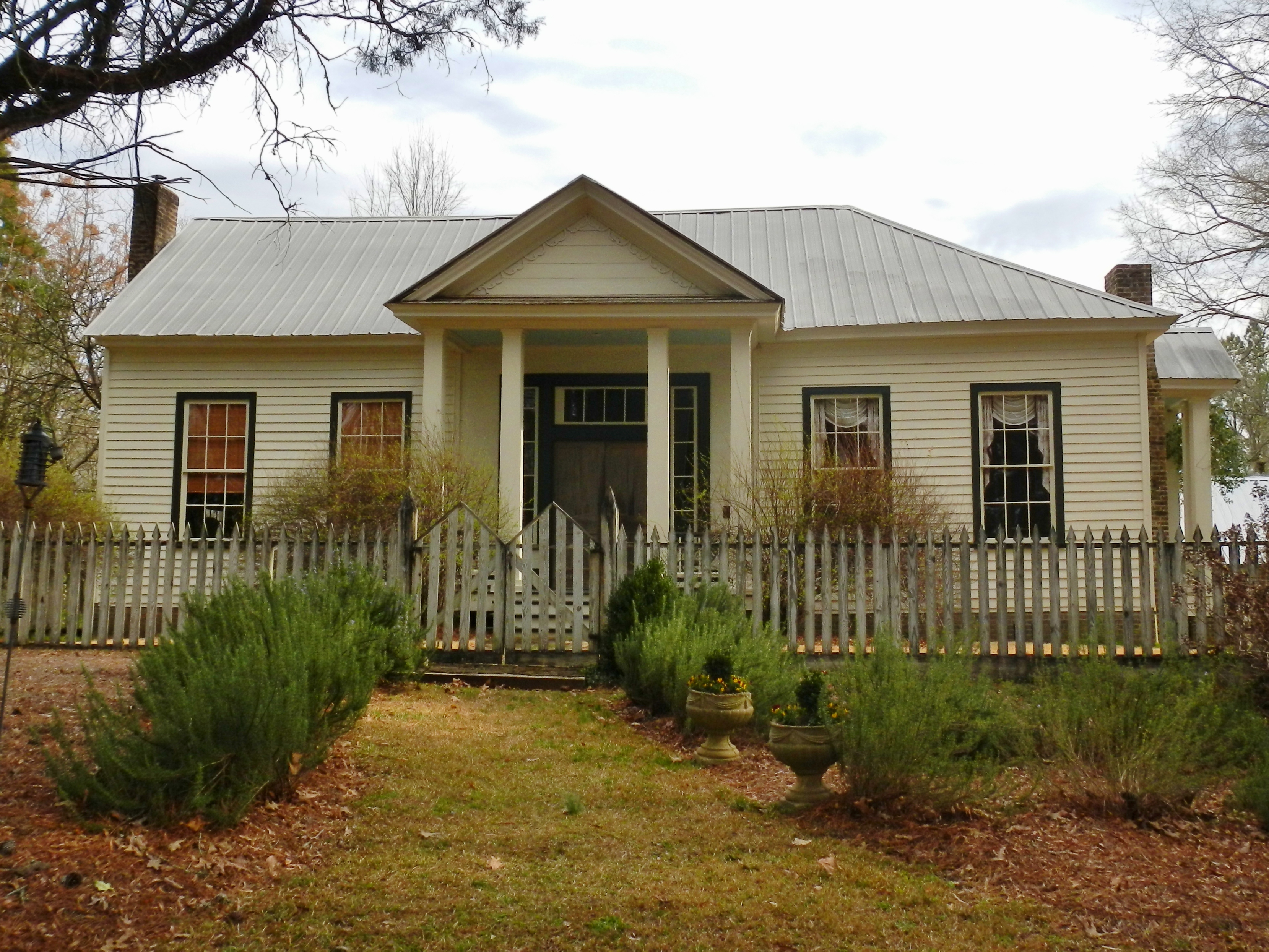
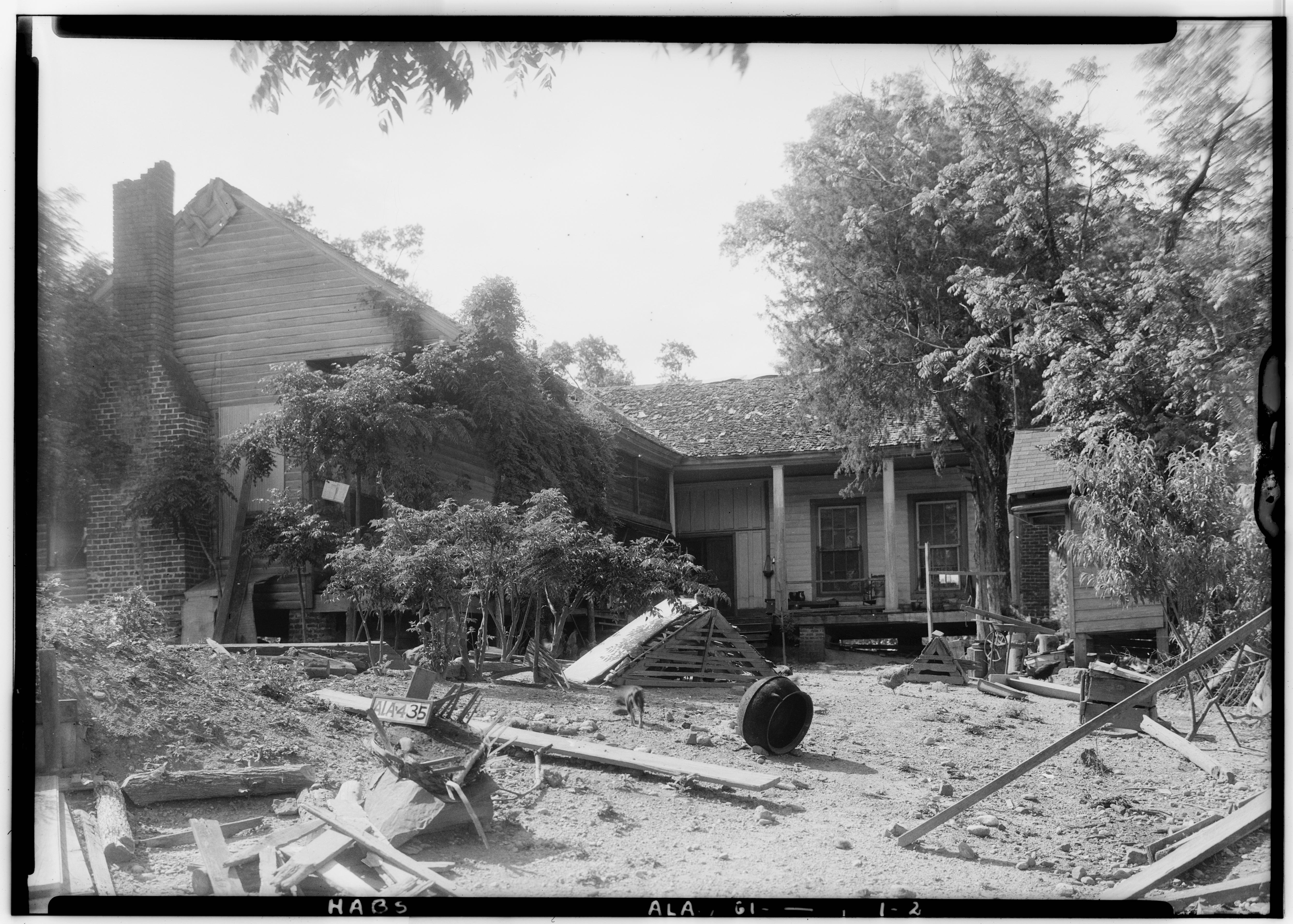
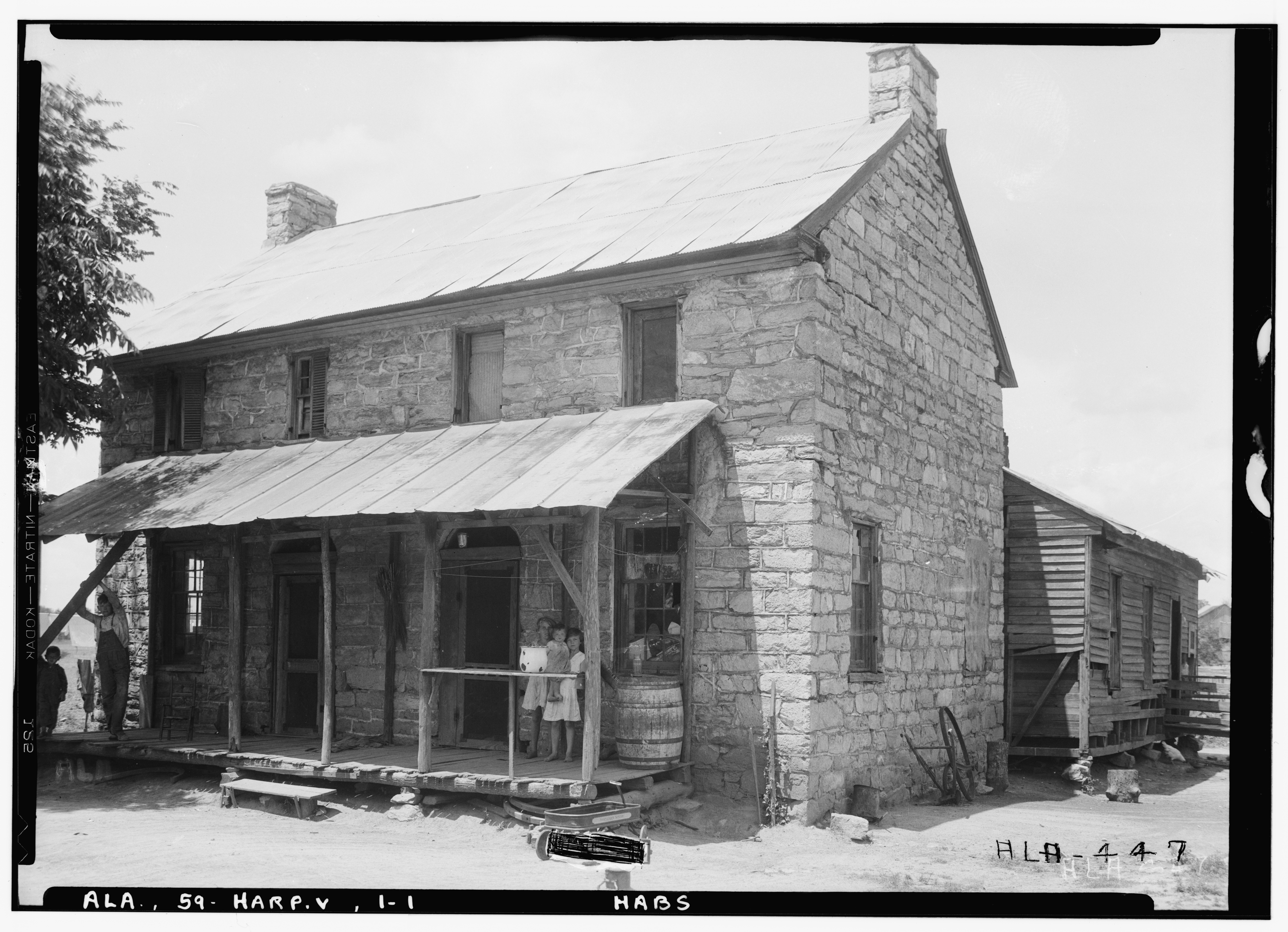
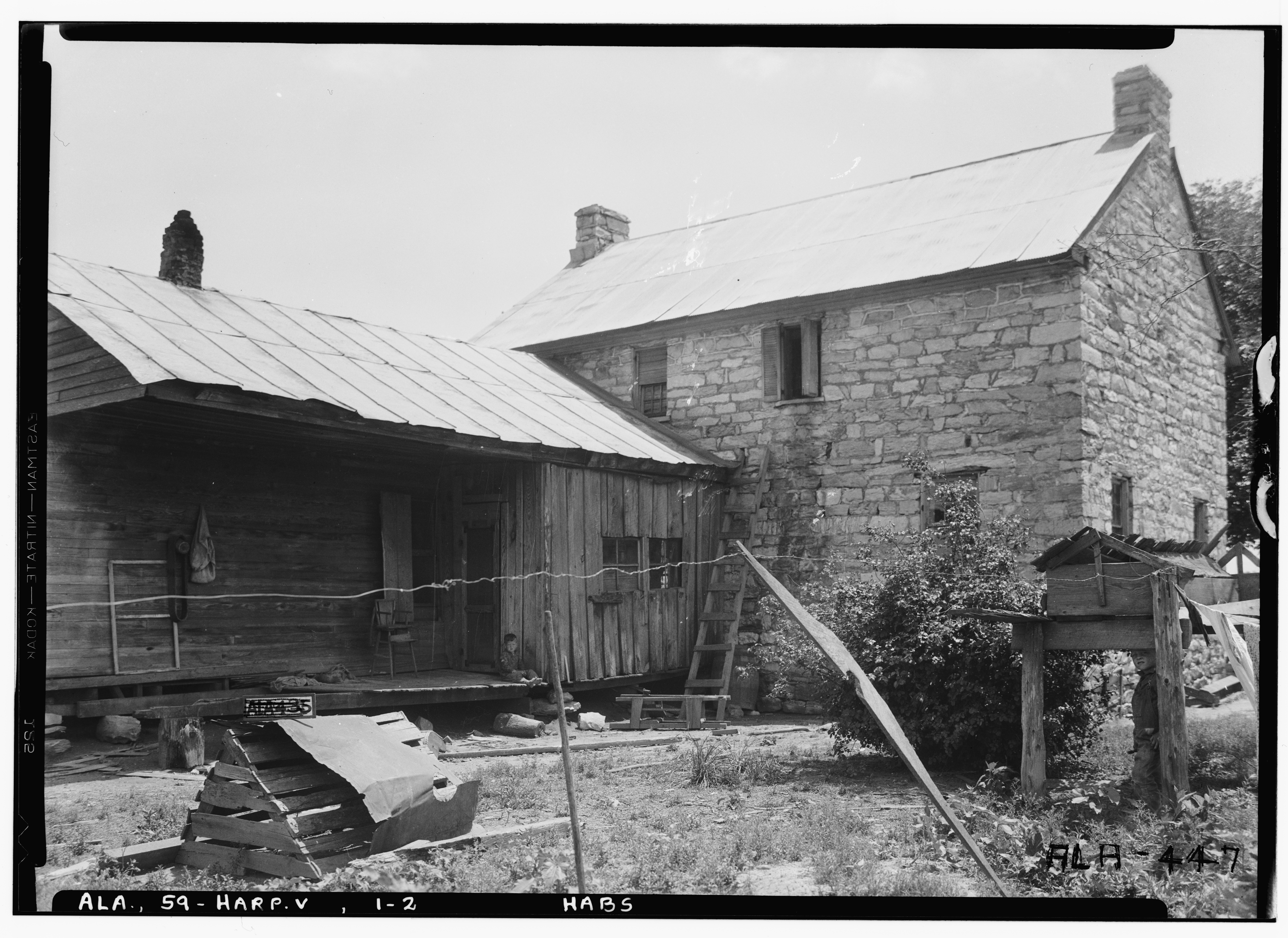